# Pliotoxaster
Pliotoxaster is een geslacht van uitgestorven zee-egels uit de familie Toxasteridae.

## Soorten
- Pliotoxaster inflatus Smiser, 1936 †